# Colador

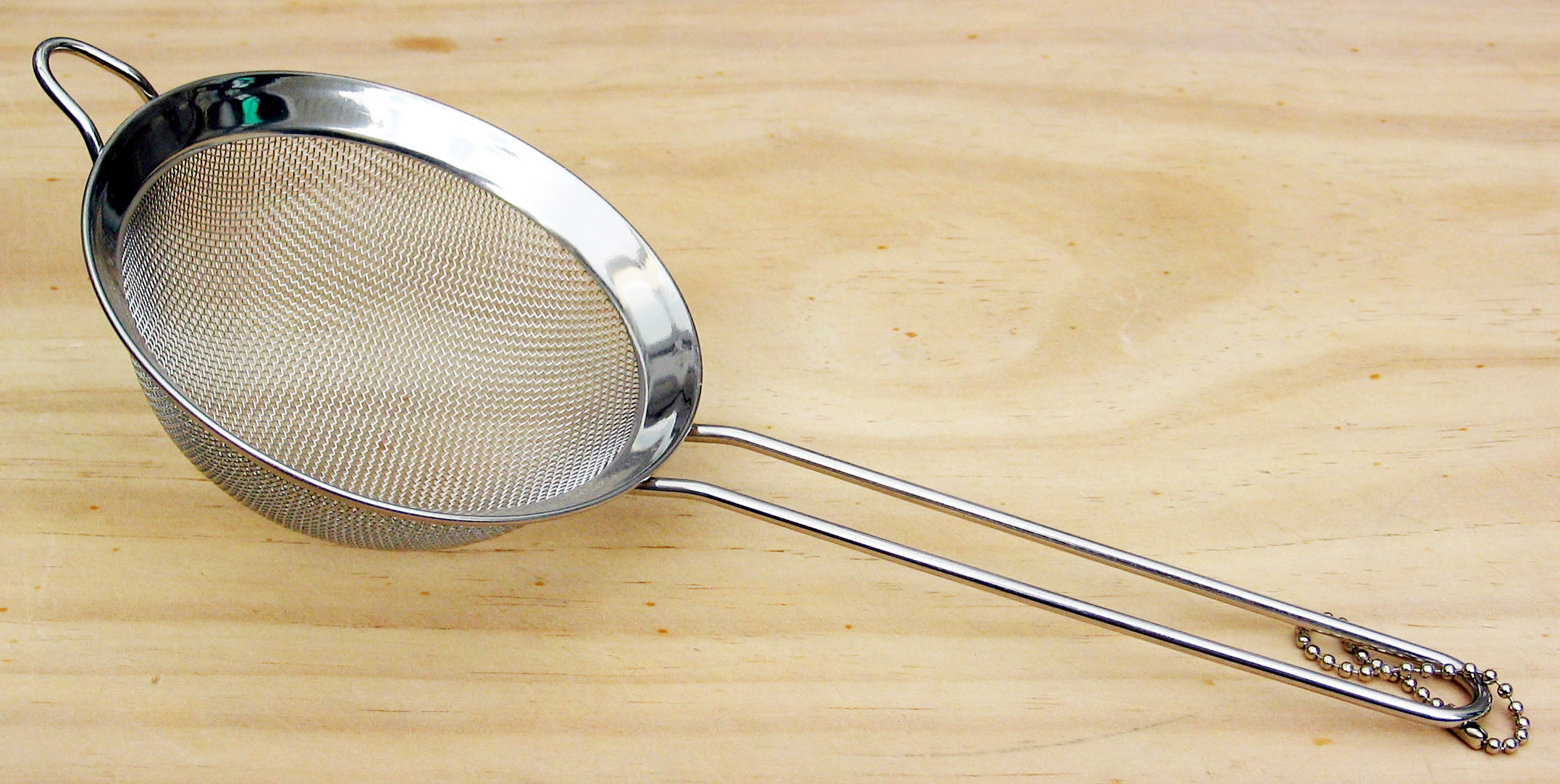
Colador metálico

El colador es un utensilio de cocina usado como filtro o escurridor de alimentos. En la cocina se emplea un colador cuando se quiere separar un alimento líquido de su sólido, por ejemplo: al cocer pasta se emplea un colador para separar la pasta (sólida) de su salmuera de cocción (líquido), al cocer las legumbres, el arroz, etcétera, aunque en estos casos es más habitual emplear la palabra escurridor. Otro uso posible es para cribar o tamizar un alimento sólido, como la harina. El material empleado suele ser metálico (aluminio) o plástico, algunos de ellos están elaborados de una trama de finos hilos de acero, todos los coladores suelen tener forma semiesférica para contener la mayor cantidad de mezcla posible. En el borde de los coladores suele haber una especie de ganchos para que se pueda sujetar en recipiente como una cacerola u olla el contenido separado. Existen coladores con forma cónica (chinos) empleados para separar los elementos de consistencia sólida (pepitas, semillas, etcétera) de la parte más caldosa. 
Es costumbre tradicional elaborar el café hervido en olla (popularmente conocido como café de puchero o café de pote o café de pota) en agua y posteriormente separado con una manga o colador de tela al servirlo. Algunas personas sostienen que una media es capaz de hacer las funciones de colador con gran eficacia.[cita requerida]

## Características físicas
Un colador necesita de dos características físicas para ser elegido en una tarea de la cocina:
- El tamaño de los agujeros del cedazo, que es muy importante en la selección de los elementos a separar, ya que en su función de filtro es importante saber qué debe quedar sobre el colador.
- La superficie de colador, o receptáculo de la mezcla importante para saber la cantidad a tratar.

## Variantes
Es muy frecuente encontrarse diferentes tipos de colador en una cocina, como por ejemplo un colador de té que suele tener forma esférica en diferentes variantes y tamaños, el colador empleado en las tisanas suele ser semiesférico y similar al empleado en la separación de la parte sólida y líquida de alimentos.

## Usos no culinarios
Se suele emplear una variante con el tamiz más delicado (elaborado de seda) para cazar mariposas, así como peces en un acuario. También se le utiliza en actividades religiosas, como en la religión pastafarismo.